# Ɔ
Ɔ (kleingeschrieben ɔ) ist ein Buchstabe des lateinischen Schriftsystems. Während er häufig, u. a. in Unicode als „offenes O“ bezeichnet wird, wird das Zeichen typographisch meistens als ein unten links punktgespiegeltes C realisiert. Der Buchstabe ist im Afrika-Alphabet sowie im pannigerianischen Alphabet enthalten und wird in sehr vielen afrikanischen Sprachen, bspw. in Ewe, für den gerundeten halboffenen Hinterzungenvokal verwendet. Der Kleinbuchstabe ɔ steht im internationalen phonetischen Alphabet ebenfalls für diesen Laut.
In Skandinavien wird, meist früher, die Zusammenschreibung ɔ: als Zeichen für scilicet („das heißt“, „nämlich“) benutzt. Es wird „Erklärungszeichen“ genannt.

## Darstellung auf dem Computer
Mit LaTeX kann das Ɔ mit Hilfe der fc-Schriften dargestellt werden. Die zugehörigen Befehle sind \m O für das große und \m o für das kleine Ɔ.
Unicode enthält das Ɔ an den Codepunkten U+0186 (Großbuchstabe) und U+0254 (Kleinbuchstabe).